# António José Teles de Meneses
António José Teles de Meneses war ein portugiesischer Kolonialverwalter. Vom 30. August 1747 bis zum 2. August 1749 war Teles de Meneses Gouverneur von Macau. Von 1768 bis 1776 war er Generalkapitän und Gouverneur von Portugiesisch-Timor und Solor.
Seit 1719 mussten sich die Portugiesen auf Timor gegen die Cailaco-Rebellion erwehren. Timoresen und Topasse kämpften dabei in wechselnden Bündnissen gegen die Kolonialmacht. Dionísio Gonçalves Rebelo Galvão, der Vorgänger von Teles de Meneses, wurde am 28. November 1765 von Führern der Topasse vergiftet, die die eigentliche Macht in den portugiesischen Besitzungen der Region innehatten. Die Dominikaner António de Boaventura und José Rodrigues Pereira übernahmen daraufhin die Verwaltung der Kolonie, bis Teles de Meneses als neuer Gouverneur eintraf. 
Teles de Meneses sah sich 1769 aufgrund der schlechten Versorgungslage in der belagerten Kolonie gezwungen, seine Landsleute in Macau um Reislieferungen zu bitten, doch das Schiff erreichte Lifau nicht. Die Verbindungen zum Landesinneren wurden durch die Topasse und lokale Timoresen unterbrochen. In der Nacht des 11. August 1769 gab Meneses Lifau auf und verlegte die Hauptstadt der Kolonie nach Dili. Am 10. Oktober desselben Jahres begann man mit dem Ausbau Dilis zur neuen Hauptstadt.